# جامعه دریای ژرف

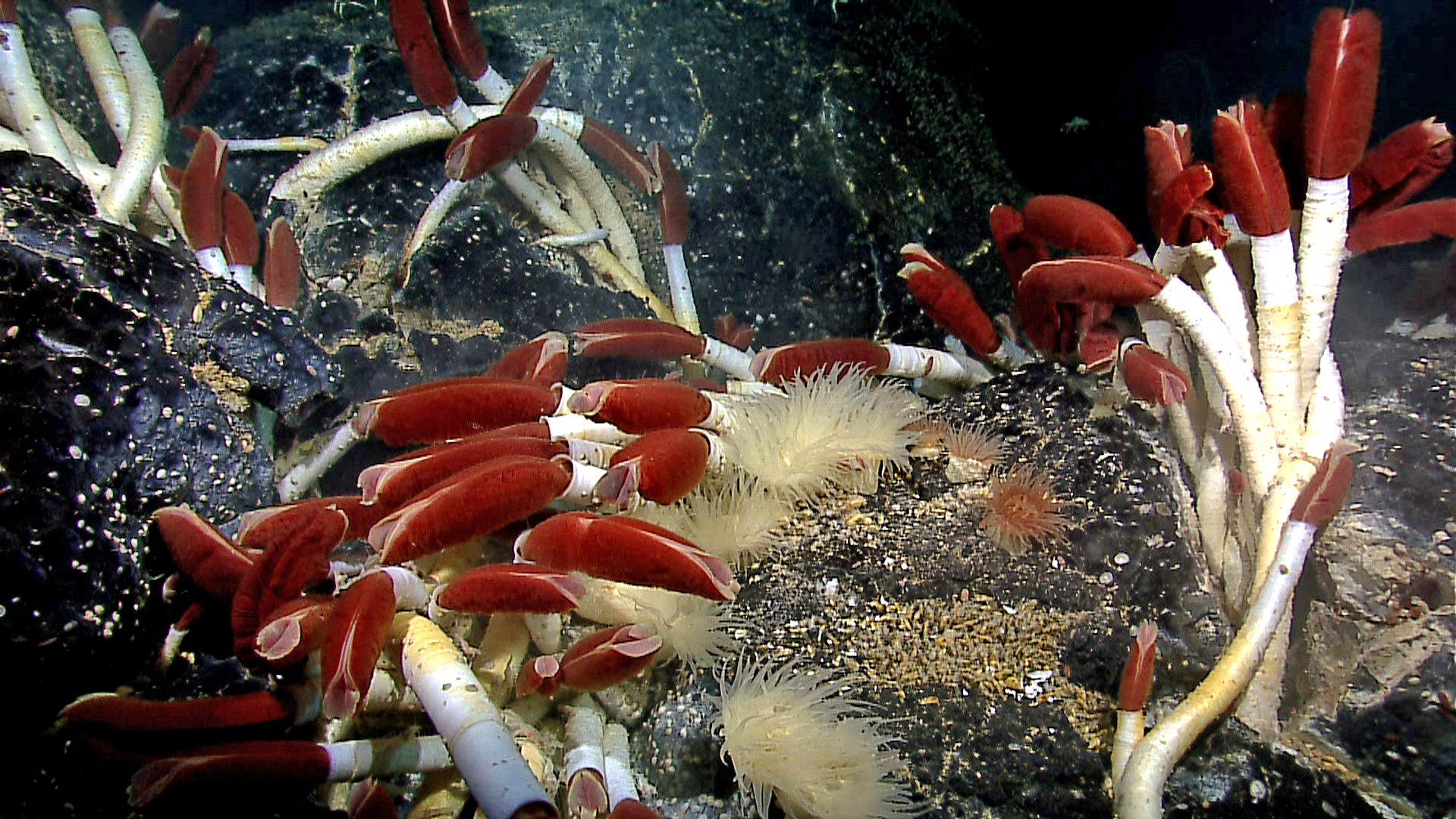
کرم‌های لوله‌ای غول‌پیکر

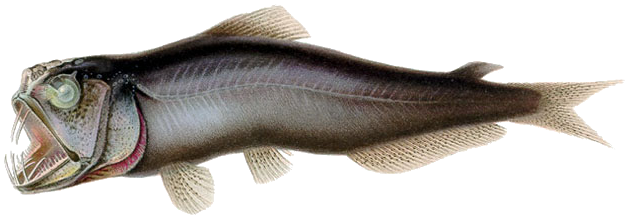
بیشتر ماهیان میان‌لجه (مزوپلاژیک) شکارگران کمینی هستند که چشمانی رو به بالا دارند، مانند این ماهی دندان‌خنجری.

جامعه دریای ژرف یا جامعه ژرف‌دریا (به انگلیسی: Deep sea community)، به هر جامعه‌ای از جانداران مرتبط با زیستگاه مشترک در دریای ژرف گفته می‌شود. به دلیل چالش‌های فنی و پشتیبانی و هزینه‌های مربوط به بازدید از این زیست‌بوم دوردست، جوامع دریای ژرف تا حد زیادی ناشناخته باقی می‌مانند. به دلیل چالش‌های منحصربه‌فرد (به ویژه فشار هوای بالا، دمای شدید و عدم وجود نور)، مدت‌ها پنداشته می‌شد که زندگی کمی در این محیط خشن وجود داشته باشد. با این حال، از سده ۱۹، تحقیقات نشان داده‌است که تنوع زیستی چشمگیری در دریای ژرف وجود دارد.
سه منبع اصلی انرژی و مواد مغذی برای جوامع دریای ژرف عبارتند: از برف دریایی، سقوط نهنگ، و مواد شیمیایی در چاه‌های گرمابی و تراوش‌های سرد.